# Paolo Rosola
Paolo Rosola (Gussago, Llombardia, 5 de febrer de 1957) és un ciclista italià, ja retirat,que fou professional entre 1978 i 1990. En el seu palmarès destaquen dotze etapes del Giro d'Itàlia, una de la Volta a Espanya i la Milà-Torí de 1984. Una vegada retirat passà a exercir tasques de director esportiu en diferents equips italians.

## Palmarès
- 1981
  - Vencedor d'una etapa del Giro d'Itàlia
- 1983
  - Vencedor de 3 etapes del Giro d'Itàlia
- 1984
  - 1r a la Milà-Torí
  - Vencedor d'una etapa del Giro d'Itàlia
- 1985
  - Vencedor de 2 etapes del Giro d'Itàlia
  - Vencedor d'una etapa de la Volta a Dinamarca
- 1986
  - Vencedor d'una etapa de la Volta a Suïssa
  - Vencedor d'una etapa de la Setmana Internacional Coppi i Bartali
- 1987
  - Vencedor de 4 etapes de la Coors Classic
  - Vencedor de 3 etapes del Giro d'Itàlia
  - Vencedor d'una etapa de la Volta a Espanya
  - Vencedor d'una etapa de la Setmana Internacional Coppi i Bartali
- 1988
  - Vencedor de 2 etapes del Giro d'Itàlia
  - Vencedor d'una etapa de la Volta a Dinamarca
- 1989
  - 1r al Gran Premi del cantó d'Argòvia
  - Vencedor d'una etapa de la Volta a Andalusia

### Resultats a la Volta a Espanya
- 1987. Fora de control (7a etapa). Vencedor d'una etapa

### Resultats al Giro d'Itàlia
- 1978. 82è de la classificació general
- 1979. 109è de la classificació general
- 1981. 103è de la classificació general. Vencedor d'una etapa
- 1982. Abandona
- 1983. 111è de la classificació general. Vencedor de 3 etapes
- 1984. 94è de la classificació general. Vencedor d'una etapa
- 1985. 129è de la classificació general. Vencedor de 2 etapes
- 1986. 117è de la classificació general
- 1987. 126è de la classificació general. Vencedor de 3 etapes
- 1988. 102è de la classificació general. Vencedor de 2 etapes
- 1989. 127è de la classificació general
- 1990. 139è de la classificació general